# Trinxeres de Garcia
Les Trinxeres de Garcia és una obra de Garcia (Ribera d'Ebre) inclosa a l'Inventari del Patrimoni Arquitectònic de Catalunya.

## Descripció
Trinxeres situades a la zona de les Deveies, en una zona atalusada de pinar i matoll baix, sobre la carretera del Molar. S'hi oberven les rases a terra de considerable fondària i recorregut, que comuniquen en petits espais circulars

## Història
Aquest va ser un dels escenaris de la batalla de l'Ebre, una de les més sagnants de la Guerra Civil Espanyola.